# Heinrich Geissler (Kunsthistoriker)
Heinrich Geissler (* 1927 in Obernigk; † 1990) war ein deutscher Kunsthistoriker.
Heinrich Geissler studierte Kunstgeschichte und wurde 1960 an der Universität Freiburg promoviert.
Er war langjähriger Mitarbeiter der Staatsgalerie Stuttgart, wo er die Graphische Sammlung leitete. Er war eine anerkannte Kapazität auf dem Gebiet der deutschen Graphik, insbesondere der deutschen Zeichnung der frühen Neuzeit.
Heinrich Geissler war bis zu seinem Tod sehr aktiv, er starb plötzlich auf einer Dienstreise.

## Veröffentlichungen
- Zeichner am Württembergischen Hof um 1600. In: Jahrbuch der Staatlichen Kunstsammlungen in Baden-Württemberg 6, 1969, S. 79–126.
- Christoph Schwarz. Dissertation Freiburg 1970.
- Max Seidel (Hrsg.): Mathis Gothart Nithart Grünewald, der Isenheimer Altar, Heinrich Geissler, Bernhard Saran, Joseph Harnest, Adalbert Mischlewski, Vorwort Oto Bihalji-Merin, Belser, Stuttgart 1973, ISBN 3-7630-1568-X [Lizenzausgabe Deutscher Bücherbund 1981; Sonderausgabe 1990, ISBN 3-7630-1249-4; Sonderausgabe 2008, ISBN 978-3-7630-2515-2; Sonderausgabe 2012, ISBN 978-3-7630-2620-3].
- Jakob Bräckle zum 80. Geburtstag. Ausstellung in den Städtischen Sammlungen, Braith-Mali-Museum, Biberach an der Riss, 6. November – 31. Dezember 1977, Biberach an der Riss : Städtische Sammlungen 1977.
- Werner Höll. Collagen 1965–1978; [Ausstellung der Staatsgalerie Stuttgart 9. Dezember 1978 – 7. Januar 1979], Stuttgart : Staatsgalerie 1978.
- Zeichnung in Deutschland. Deutsche Zeichner 1540–1640; Katalog zur Ausstellung 1. Dezember 1979 – 17. Februar 1980, Stuttgart : Staatsgalerie Stuttgart, Graphische Sammlung Bd. 1 1979; Bd. 2 1980 (DNB 550591729).
- Meisterwerke alter Druckgraphik aus der Staatsgalerie Stuttgart. Zum 100. Geburtstag des Stifters Max Kade. Ausstellung der Graphischen Sammlung der Staatsgalerie Stuttgart, 9. Dezember 1982 – 13. Februar 1983 beim Stuttgarter Galerieverein e.V., Stuttgart : Stuttgarter Galerieverein 1982.
- Zeichnungen des 15. bis 18. Jahrhunderts. Meisterwerke aus der Graphischen Sammlung; Ausstellung der Staatsgalerie Stuttgart 10. März – 10. Juni 1984, Stuttgart : Staatsgalerie, Graphische Sammlung 1984.
- Otto Fischer. Kunstgelehrter und Museumsmann 1886–1948, Ausstellung der Staatsgalerie Stuttgart (Alte Staatsgalerie), 20.3. – 11.5.1986, Stuttgart : Staatsgalerie, Graphische Sammlung 1986.
- Zeichnung und Zeichnen im deutschen Südwesten 1500–1630. In: Die Renaissance im deutschen Südwesten, Katalog der Ausstellung „Die Renaissance im deutschen Südwesten zwischen Reformation und Dreißigjährigem Krieg“ im Heidelberger Schloß 21. Juni – 19. Oktober 1986, 2 Bände, Karlsruhe : Badisches Landesmuseum 1986, ISBN 3-923132-08-5.
- Zeugnisse verfemter Kunst in Deutschland 1933–1945, [hrsg. Staatsgalerie Stuttgart. Organisation und redaktionelle Arbeit: Heinrich Geissler]. Edition Cantz, Stuttgart 1987, ISBN 3-922608-60-4.
- Bildzyklen. Zeugnisse verfemter Kunst in Deutschland 1933–1945, Ausstellung der Staatsgalerie Stuttgart, Graphische Sammlung, 28. Juni – 16. August 1987, [Organisation und redaktionelle Arbeit: Heinrich Geissler], Stuttgart : Staatsgalerie 1987.
- Deutsche Zeichnungen vom Mittelalter bis zum Barock. Bestandskatalog, hrsg. Staatsgalerie Stuttgart, Graphische Sammlung. Bearbeitet von Hans-Martin Kaulbach. Mit Beiträgen von Guido Messling und Texten von Heinrich Geissler, Hatje Cantz, Ostfildern 2007, ISBN 978-3-7757-1910-0.